# Паткай
Паткай  — це гірський масив в Азії, розташований на кордоні між північно-східною Індією та північною М'янмою.   

## Опис
Ім'я Паткай є скороченою формою «Пат-кай-чанг-кан» - ритуалу закінчення війни. «Пaт» – різати, «кай» – птиця, «чад» – присяга, «кап» – взято. У 1401 року біля підніжжя південного схилу гори, на знак угоди про капітуляцію та миру була проведеа типова релігійна церемонія, яка символізувала закінчення війни.
Гори Паткай - одне з найвідоміших місць у світі, вона пов'язана з політичною історією Ассаму.  Принц Секафа з Муангмао перетнув гори Паткай і заснував імперію Ахом в Ассамі. Саме через цей прохід різні громади Чінгфу, Тангса, Накте та інші увійшли до Ассаму. Біля підніжжя Паткая в давнину також було поселення кілька невеликих племен.
Гори Паткай є частиною гірської системи Аракан. Три гірські хребти входять до складу Паткай: Паткай-Бум, Гаро-Хасі та пагорби Лушай. Ці гори простягаються через індійські штати Нагаленд, Маніпур, Мегхалая, Мізорам та м'янські Качин та Сікайн. 
Паткай є найвищим негімалайським гірським хребтом Індійського субконтиненту.  Гора Сарамати (3 826 м) є найвищою горою Паткай, вона розташована на стику пагорбів Нага та Паткай та на кордоні між Індією та М'янмою.
Кліматичні умови хребта Паткай коливаються з висотою від субтропічного до альпійського клімату. Гори мають снігові вершини.
По вершинам Панкай проходить вододіл між річковими басейнами Брахмапутри та Іраваді. 
Перевал Пангсау розташовано на висоті приблизно 1229 метрів та є найважливішим гірським перевалом у горах Паткай. Автомобільна дорога Ледо, що побудована під час Другої світової війни як стратегічна дорога постачання між Індію з Бірмою, і  також з Китаєм, бере початок від цього перевалу. 

## Населення
Деякі громади, що проживають у регіоні Паткай: нага,  кхамті, сінгфоси, чінгфу, тангса , тутса, нкте, вангсу та інші неплемінні спільноти, такі як ахоми, маттаки, непальці та інші. 